# 863

## أحداث
- محمد بن عبد الرحمن، يعقد مؤتمر تسامح وإخاء بين المسلمين والمسيحيين واليهود في قرطبة.[1]

## مواليد
- حباسة بن يوسف

## وفيات
- أبو إبراهيم أحمد بن محمد بن الأغلب